# 鶴見臨港鉄道の電車
鶴見臨港鉄道の電車（つるみりんこうてつどうのでんしゃ）
本項では、鶴見臨港鉄道（現在の東日本旅客鉄道鶴見線）が保有した電車について記述する。

## 概要
鶴見臨港鉄道は、造成された埋立て地に立地する工場への貨物輸送を行うために設立され、1926年（大正15年）3月、浅野 - 扇町、武蔵白石 - 大川間で貨物営業を開始した。同年10月、電化と電車による旅客輸送を計画し、資本を増資のうえ電化工事に着手し、1930年（昭和5年）10月、鶴見 - 扇町間と各支線で電車の運転を開始した。使用電源は、直流600Vである。一方、貨物輸送は従来どおり蒸気機関車によって行われており、隣接する南武鉄道のような電気機関車は1両も保有していなかった。
その間、1930年3月に海岸電気軌道の総持寺 - 大師間を合併し、軌道線として旅客輸送を開始している。同線は、1937年（昭和12年）10月に、産業道路が拡幅されることとなり、その上に敷設されていた軌道線は廃止され、バス輸送に切り替えられた。同線で使用されていた電車の一部は、改軌のうえ本線用に転用されている。
鶴見臨港鉄道は、1943年（昭和18年）7月1日付けで戦時買収され、鉄道省鶴見線となった。この時に鉄道省籍となったのは、蒸気機関車8両、電車41両、貨車211両であった。
蒸気機関車が直ちに省形式を与えられた（旧番号に復した）のに対し、電車は買収後も私鉄時代の形式番号のまま使用され、国鉄形式が与えられたのは、1953年（昭和28年）6月1日に施行された、車両形式称号規程改正の際である。その電車の中には、かつて鉄道省に在籍したものもあったが、再国有化にあたって旧番に復することはなかった。

## 形式
国有化時、鶴見臨港鉄道に在籍した電車は、自社発注の半鋼製車と、鉄道省払下げの木造車があった。さらに自社発注車の中には、軌道線用に製造されたものがある。また、太平洋戦争中の通勤輸送をさばくため、本格的な片側4扉の通勤形電車を投入したのも、鶴見臨港鉄道であったのは特筆される。本項では、国有化時に在籍した電車だけでなく、それ以前に廃車、譲渡された電車についても記述する。

### 本線用新製半鋼製車

#### モハ110形（モハ100形）

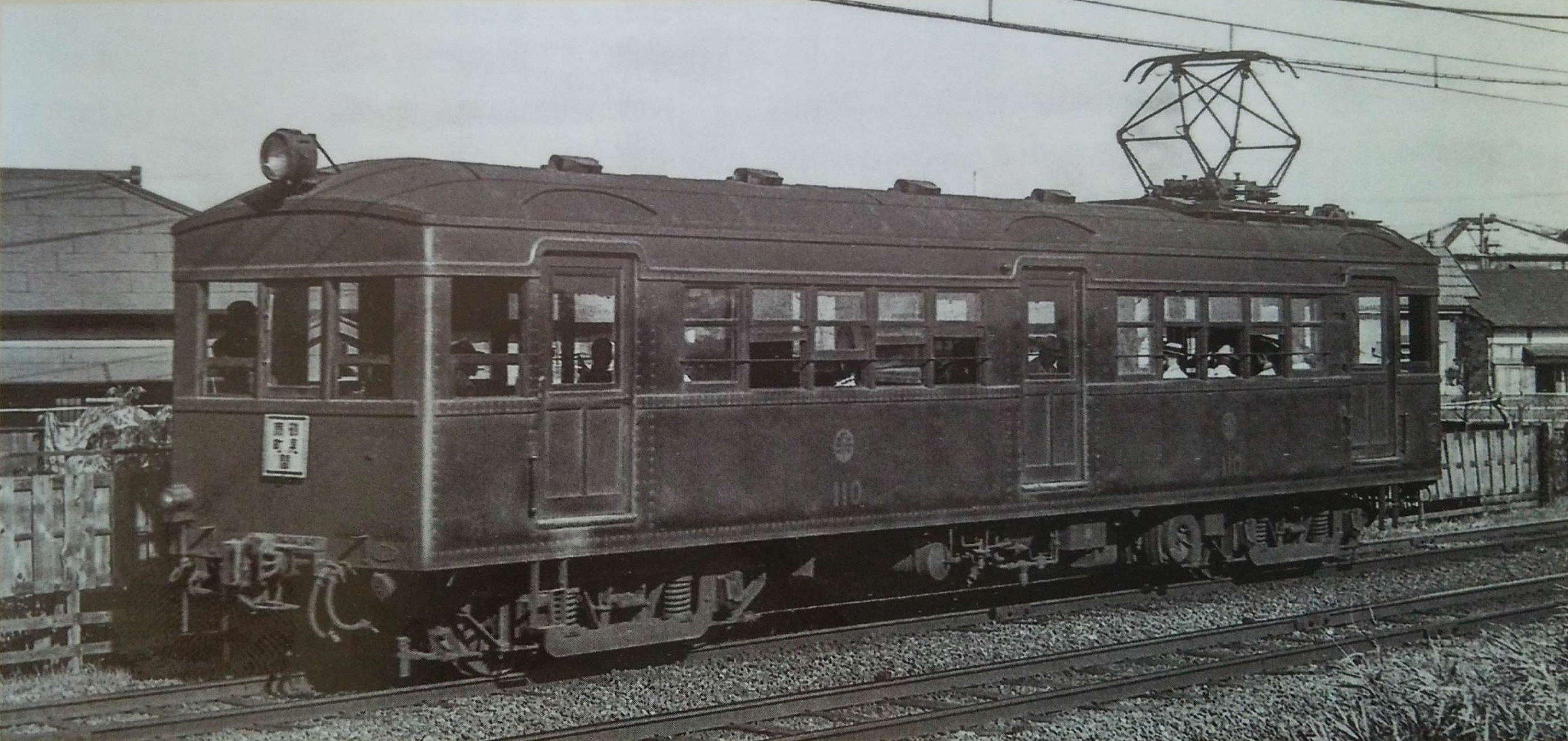
鶴見臨港鉄道モハ110号（1939年撮影）

鶴見臨港鉄道が、1930年10月23日の電化および鶴見（仮） - 弁天橋間延伸による旅客輸送開始時に用意した半鋼製15m級3扉ロングシートの両運転台形制御電動車である。製造当初はモハ100形と称し、10両が新製されたが、101 - 108は新潟鐵工所、109, 110は浅野造船所製である。1940年（昭和15年）の改番により、モハ110形（111 - 120）に改められた。
両社製とも車体構造に大きな違いはなく、台車と妻面の雨樋の形態、通風器の配列が異なる程度で、窓配置は1D5D5D1、総定員は100人（座席40人）、最大長15,545mm、最大幅2,735mm、最大高4,127mm、自重は32.5tの中型車である。定格出力56kWの電動機を4個装備し、歯車比は73:16、制御方式は非自動間接式（HL）、台車は新潟鉄工所製が汽車製造製ボールドウィン形、浅野造船所製は日本車輌製造製D-16で、いずれも釣合梁式の2軸ボギー台車である。
これらは、買収後も応援のため転入した省形木製車とともに鶴見線で一部は後位運転台を撤去のうえ使用されたが、太平洋戦争末期の1945年（昭和20年）8月1日に米軍の空襲によって120が被弾大破し、使用停止となった。1948年（昭和23年）5月1日に、鶴見線全線が直流1500Vに昇圧されたのにともない、3両（111, 115, 120）が私鉄に払下げられたほか、7両は他の買収電化線区（富山港線、福塩線、可部線）に転出した。
1953年（昭和28年）の車両形式称号規程改正では、1951年（昭和26年）1月に電装解除されていた112がクハ5540形（5540）とされ、他の6両（113, 114, 116 - 119）はモハ1500形に編入され、1500 - 1505に改められた。これらは、最終的に可部線に集められたが、福塩線の5540が1954年（昭和29年）3月、可部線にあった1500, 1501, 1503, 1505が1955年（昭和30年）3月に廃車され、残った1502, 1504は1957年（昭和32年）7月まで使用されたが、1502が吹田工場で救援車クエ9140形（9140。1959年（昭和34年）12月の形式整理によりクエ9400形9401に改称）に改造されて、1983年（昭和58年）3月まで明石電車区に在籍した他は、すべて私鉄へ払下げられた。
その状況は、次のとおりである。
- 111 - 上毛電気鉄道クハ701（1951年） → 廃車解体
- 115 - 銚子電気鉄道デハ301（1951年） → 廃車解体（2009年10月）
- 120 - 北恵那鉄道デ8（1955年日本鉄道自動車工業新製名義） → 廃車解体（1968年）
- 1500 - 静岡鉄道モハ18（1957年） → クモハ18（1964年記号変更） → クモハ351（1968年機器流用により新製） → 日立電鉄クモハ351（1984年10月） → 廃車解体（1994年4月）
- 1501 - 上田丸子電鉄（真田傍陽線）モハ4255（1958年） → 廃車解体（1972年）
- 1503 - 静岡鉄道モハ19（1957年） → クモハ19（1964年記号変更） → クモハ352（1968年機器流用により新製） → 日立電鉄クモハ352（1984年10月） → 廃車解体（1994年4月）
- 1504 - 上田丸子電鉄（真田傍陽線）モハ4256（1958年） → 廃車（1972年） → 弘南鉄道（大鰐線）モハ111（1973年） → クハ205（1974年） → 廃車解体
- 1505 - 静岡鉄道モハ20（1957年） → クモハ20（1964年記号変更） → 車籍抹消（1982年、入換用機械に名義変更） → 解体（2007年3月19日）
- 5540 - 山形交通（三山線）モハ107（1955年東洋工機新製名義。1963年西武所沢車両工場で車体更新） → 廃車解体（1974年）

21世紀まで残ったのは銚子電気鉄道に譲渡された115と静岡鉄道に譲渡された1505のみである。銚子電気鉄道デハ301となった115は営業運転から外れたのち、2009年に廃車解体されるまで架線点検車両として使用された。静岡鉄道に譲渡された1505は車籍は失ったものの、同社の車両基地（長沼工場）構内専用の入換車として1997年まで使用され、2007年まで静態保存されていた。

#### モハ330形・クハ350形（モハ500形・クハ600形）
1938年（昭和13年）に川崎車輛で製造された半鋼製17m級3扉ロングシートの制御電動車および同系の制御車で、いずれも両運転台形である。各3両が製造され、当初はモハ500形（501 - 503）、クハ600形（601 - 603）と称したが、1940年の改番ではモハ330形（331 - 333）、クハ350形（351 - 353）に改められた。
窓位置が高く鈍重な印象のモハ110形に比べ、窓の天地寸法を拡大した2段窓の軽快な印象の関東私鉄タイプであり、前面は非貫通の3枚窓で軽い曲面が付いている。運転室は片隅式で、反対側は車端部までロングシートが伸びている。窓配置はd1D4D4D2で、運転台側のみに乗務員扉があり、総定員は120人（座席42人）、最大長17,500mm、最大幅2,740mm、最大高4,162mm、自重はモハ330形が37.5t、クハ350形が29.5tである。モハ330形は定格出力67kWの電動機を4個装備し、歯車比は70:19、制御方式は非自動間接式（HL）、台車は日本車輌製造製のD-18である。
終戦直後の1945年12月には352と353が可部線に転じ、351は事故により1949年に廃車された。1948年の鶴見線昇圧に際しては、331 - 333が福塩線に移り、可部線との間を行き来している。1951年にモハ330形は更新により主制御器をCS5に、台車もDT10に交換され、クハ350形も制御方式が変更された。この時点で353が富山港線に移った以外は、福塩線に全車が移っている。1953年の車両形式称号規程改正では、モハ330形がモハ1520形（1520 - 1502）、クハ350形がクハ5530形（5530 - 5531）に改められた。1954年には、後位運転台を撤去のうえ前位運転台を全室化し、助士席側にも乗務員扉を設置するとともに、撤去された後位運転台の乗務員扉は埋め込まれて窓が設置されたが、その窓は下降式であった。
1956年には1521, 1522, 5530が廃車され、1520は可部線に戻った。1959年6月の車両形式称号規程改正では、モハ1520形はクモハ1520形に改められたが、同年11月に廃車された。同年12月の形式番号整理によって5531はクハ5500形に統合され、5503に改番された。同車は富山港線が1500Vに昇圧された1967年（昭和42年）3月まで使用された。
比較的遅くまで使用されたこともあり、本形式の払下げ車は存在しない。

#### モハ130形
1941年（昭和16年）に川崎車輛で1両（131）が製造された、半鋼製17m級両運転台式3扉ロングシートの制御電動車で、鶴見臨港鉄道の新製車としては、最後に落成した電動車である。
車体は、先行したモハ330形・クハ350形とほぼ同様で、その増備車といえるものであるが、電動機の出力が小さいため、別形式とされた。窓配置はd1D4D4D2で、運転台側のみに乗務員扉があり、総定員は120人（座席42人）、最大長17,500mm、最大幅2,740mm、最大高4,162mm、自重は37.5tである。定格出力56kWの電動機を4個装備し、歯車比は73:16、制御方式は非自動間接式（HL）、台車は日本車輌製造製のD-18である。
1948年の鶴見線昇圧にともない、可部線に転出し、その後福塩線との間を行き来し、1953年の車両形式称号規程改正では、モハ1510形（1510）に改められた。1951年（昭和26年）の更新時には、主制御器を国鉄標準型のCS5に交換し、台車も標準型のDT10に交換した。1959年には後位運転台を撤去して片運転台式となり、同年6月の車両形式称号規程改正ではクモハ1510形に改められた。
その後の1960年（昭和35年）5月に大井工場で電装解除および後位運転台復活のうえ救援車に改造され、クエ9420形（9423）となった。その際、車体中央部の扉を3400mmに拡大し、室内にはクレーンが装備されている。また、救援作業時に電動発電機と空気圧縮機を駆動するため、パンタグラフは残されている。当初は高崎鉄道管理局（新前橋電車区）の配置であったが、後に天王寺鉄道管理局の鳳電車区に移り、最終的には日根野電車区で、1982年（昭和57年）6月に廃車となった。

#### モハ210形・クハ250形
1942年（昭和17年）に川崎車輛で製造された半鋼製17m級3扉ロングシートの制御電動車および同系の制御車で、モハは両運転台式、クハは片運転台式で、各3両（211 - 213, 251 - 253）が製造されたが、戦時中のため電装品の調達が間に合わず、いずれも付随車代用で就役した。
車体は、モハ330形、モハ130形と同形であったが、クハ250形は片運転台式のため、定員が電動車に比べて多く、総定員130人（座席46人）であった。主要寸法も同一であるが、最大高はいずれも3,840mm、自重も29.5tである。
買収後も付随車代用（サモハ、サクハ）のまま使用されたが、1948年の鶴見線昇圧後は、211が静岡鉄道管理局に転出して身延線（富士電車区）、さらに1951年には伊那松島機関区に転出し飯田線北部で使用されるとともに、1952年（昭和27年）には片側に運転台設備が整備された。
212, 213と251 - 253は、付随車代用のまま福塩線に転出し、1950年（昭和25年）に251と253が宇部線（宇部電車区）へ転出、212, 213は可部線に転出して片側に運転台が設備された。
1953年の車両形式称号規程改正では、サ（ク）モハ210形はクハ5500形（5500 - 5502）、クハ250形はクハ5550形（5550 - 5552）に改められた。1959年12月の形式番号整理では、クハ5550形がクハ5500形に統合され、5504 - 5506となっている。
5500は1958年に東京鉄道管理局に転属して品川電車区に配置後、1961年（昭和36年）3月に廃車、5501, 5502, 5506は、1957年に富山港線に転属して1967年の昇圧まで使用された。宇部線の5504, 5505は1963年（昭和38年）10月まで使用された。
両形式に私鉄への払下げ車はない。

#### モハ220形・クハ260形

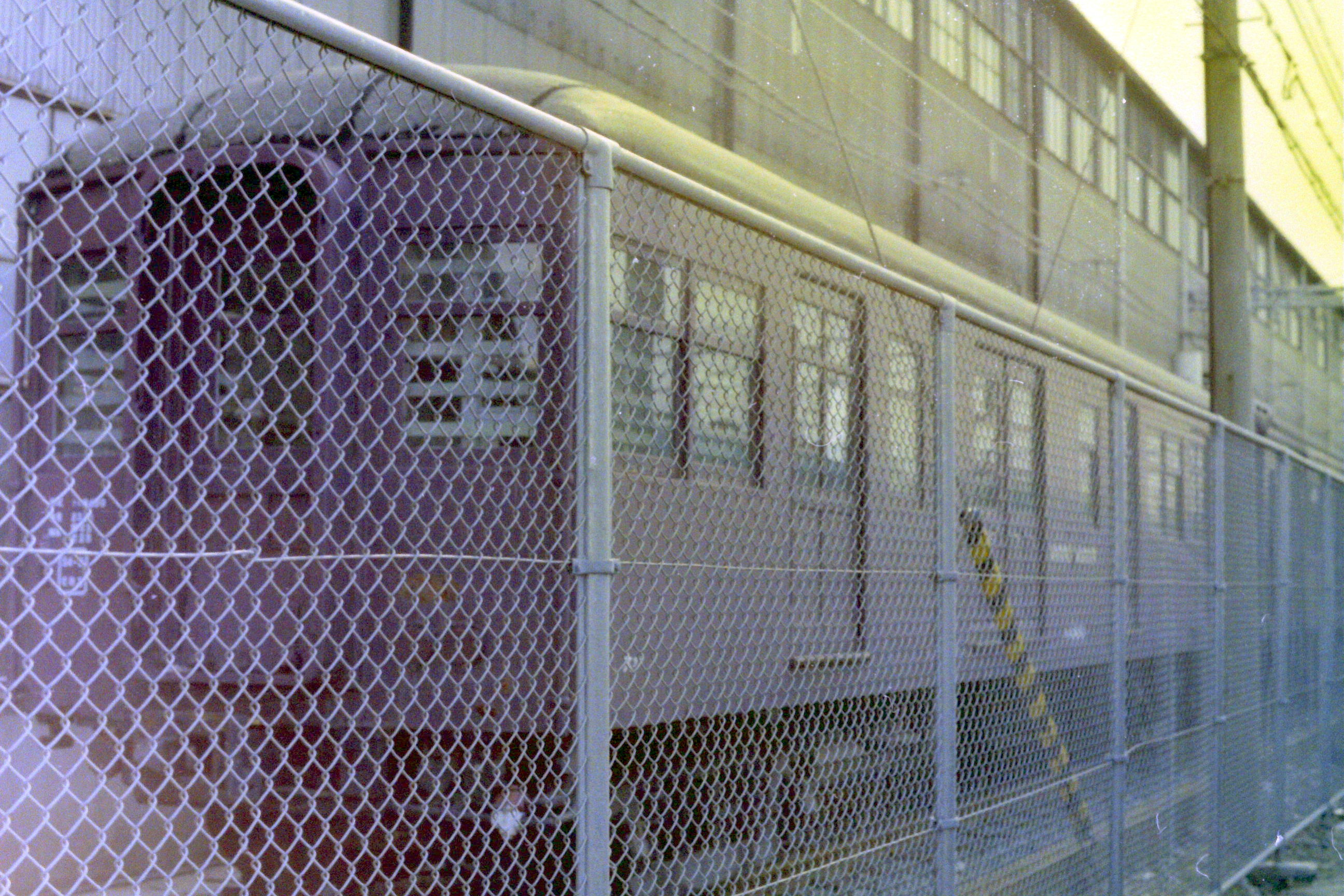
クエ9400

1943年に新潟鐵工所で製造された半鋼製17m級4扉ロングシートの制御電動車および同系の制御車で、モハは両運転台式、クハは片運転台式で、各2両（221, 222／261, 262）が製造されたが、モハ210形、クハ250形同様、戦時中のため電装品の調達が間に合わず、いずれも付随車代用で就役した。戦時中の増産にともなって、工場への通勤旅客が激増し、その混雑緩和のため、日本で初めて導入された片側4扉車である。
主要寸法は、前年製のモハ210形、クハ250形と同様であるが、窓配置は車体長17m級であることもあり、モハがd1D2D2D2D1d、クハがd1D2D2D2D2で、扉間は2枚の側窓のうち1枚が戸袋となっており、開閉可能な窓はモハで片側4枚、クハでも5枚しかないという極限設計である。また、窓上下の補強帯（ウィンドウシル・ヘッダー）を廃した平滑な車体が特徴である。総定員はモハが120人（座席28人）、クハが130人（座席34人）で、自重はいずれも38.5tである。運転室は先行形式と同様の片隅式であるが、乗務員扉は両側に設置されている。
1948年の鶴見線昇圧後は、221, 222が可部線、1951年に福塩線、さらに1953年に宇部線に転じ、261は富山港線、宇部線、可部線、福塩線、262は宇部線、福塩線を渡り歩いた。その間の1949年から翌年にかけて運転台機器が整備されて「クハ」となり、221, 222は後位運転台跡を客室に整備して貫通路を設けた。1953年の車両形式称号規程改正では、クモハ220形はクハ5510形（5510, 5511）、クハ260形はクハ5520形（5520, 5521）に改められた。
4扉という構造のため、地方線区での使用には適さなかったようで、早期に整理対象となった。クハ5510形は1956年3月に廃車、クハ5520形は、1957年12月に5520が大井工場、5521が吹田工場で救援車に改造され、クエ9130形（9130, 9131）となった。9130は、前位から3枚目の扉を1800mmに拡幅して両開きとした程度で、クレーンは装備されていない。9131は、前位から2枚目の扉を2400mmに拡幅し、車内にクレーンを設置するとともに後位に運転台を増設している。
クエ9130形は、1959年12月に通達された形式番号整理により、片運転台の9130はクエ9400形（9400）に、両運転台の9131はクエ9420形（9420）に改称された。9400は高槻電車区、9420は中野電車区に配置され、それぞれ1984年（昭和59年）2月、1983年（昭和58年）3月まで在籍した。

### 本線用譲受木造車

#### モハ140形（モハ200形）
1932年（昭和7年）度に増備された木製15m級両運転台形の制御電動車で、2両が芝浦製作所の専用線を譲り受け、旅客営業を開始した際に軌道とともに譲渡されたものである。譲受時は、モハ200形（201, 202）と称したが、1940年の改番では、モハ140形（141, 142）に改められた。
元は、1911年（明治44年）鉄道院新橋工場製のホデ6122（ホデ6110形）および1913年（大正2年）新橋工場製のナデ6141（ナデ6110形）で、1926年（大正15年）に目黒蒲田電鉄に払下げられてモハ35，モハ41となり、さらに芝浦製作所に譲渡されたものである。
買収後も鶴見線で使用されたが、1948年の昇圧にともなって同年10月に廃車され、日立電鉄に払下げられて1950年5月、同社のクハ141、モハ101となっている。モハ101 → デワ101は、廃車後に日本国有鉄道へ引き取られて、大井工場でナデ6141(ナデ6110)に復元のうえ同工場に保管されていたが、2007年（平成19年）10月からは、さいたま市大宮区に開館した鉄道博物館で展示されている。1972年（昭和47年）には鉄道記念物に指定された。
- 鉄道院ホデ6123 → ナデ6123 → デハ6273 → 目黒蒲田電鉄デハ35 → 鶴見臨港鉄道モハ201 → モハ141 → 鉄道省モハ141 → 日立電鉄クハ141 → 廃車
- 鉄道院ナデ6141 → デハ6293 → 目黒蒲田電鉄デハ41 → 鶴見臨港鉄道モハ202 → モハ142 → 鉄道省モハ142 → 日立電鉄モハ101 → デワ101 → 廃車

#### モハ310形（モハ300形・モハ400形）
1934年（昭和9年）度、1936年（昭和11年）度および1938年（昭和13年）度に増備された木製17m級3扉ロングシートの制御電動車で、9両が在籍した。いずれも旧鉄道省のモハ1形（旧デハ35500形。汽車製造東京支店製）で、入線時の形式は、1934年度分がモハ300形（301, 302）、1936年度以降分がモハ400形（401, 407）と称し、1940年の改番によってモハ310形（311 - 319）に改められた。このうち401, 402は、南武鉄道を経由して入線している。
竣功図によれば、301, 302, 406, 407（311, 312, 318, 319）が片運転台で、401 - 405（313 - 317）が両運転台であり、転入時に後位側に運転台を増設している。
1943年の戦時買収後も鶴見線で使用されたが、旧番に復することはなく、1945年8月1日の空襲により311, 317が被災し翌年に廃車となった。
1945年11月には312, 313が富山港線に、さらに1948年には飯田線に移って、同じく旧鉄道省モハ1形である三信鉄道買収車とともに使用された。1950年に312が老朽廃車されて東急車輛製造に譲渡されて場内入換車モハ1となり、後に車体は東急7000系に類似した両運転台の鋼製車体に載せ換えられてモニ101となった。一方の313は、1951年10月12日に飯田線の三河川合 - 池場間で火災により焼失したが、翌1952年にモハ70802（モハ71003）の名義上の改造種車となっている。
1948年の昇圧後は、残っていた314 - 316, 318, 319が可部線に転出し、1951年まで使用された後、私鉄に払下げられた。各車の経歴は、次のとおりである。
- 鉄道省デハ33535（1926年） → モハ1061 → 鶴見臨港鉄道モハ301（1934年） → モハ311 → 鉄道省モハ311 → 戦災廃車（1946年） → 上信電気鉄道デハ20（1950年台枠と台車を譲渡。新製扱いで鋼体化） → 廃車（1981年）
- 鉄道省デハ33536（1926年） → モハ1062 → 鶴見臨港鉄道モハ302（1934年） → モハ312 → 鉄道省モハ312 → 東急車輌製造モハ1（1950年） → モニ101
- 鉄道省デハ33513（1926年） → モハ1060 → 南武鉄道モハ401（1935年） → 鶴見臨港鉄道モハ401（1936年） → モハ313 → 鉄道省モハ313 → モハ70802（1952年） → モハ71003 → 廃車（1979年）
- 鉄道省デハ33538（1926年） → モハ1064 → 南武鉄道モハ402（1935年） → 鶴見臨港鉄道モハ402（1936年） → モハ314 → 鉄道省モハ314 → 廃車（1951年）
- 鉄道省デハ33520（1922年） → モハ1044 → 鶴見臨港鉄道モハ403（1936年） → モハ315 → 鉄道省モハ315 → 西武鉄道モハ503（1954年。鋼体化） → モハ413 → モハ353 → 廃車
- 鉄道省デハ33521（1922年） → モハ1045 → 鶴見臨港鉄道モハ404（1936年） → モハ316 → 鉄道省モハ316 → 西日本鉄道（宮地岳線）ク59（1952年。1962年鋼体化） → 廃車（1980年）
- 鉄道省デハ33522（1922年） → モハ1046 → 鶴見臨港鉄道モハ405（1936年） → モハ317 → 鉄道省モハ317 → 戦災廃車（1946年）
- 鉄道省デハ33527（1922年） → モハ1051 → 鶴見臨港鉄道モハ406（1938年） → モハ318 → 鉄道省モハ318 → 西日本鉄道（宮地岳線）ク60（1952年。1962年鋼体化） → 廃車（1979年）
- 鉄道省デハ33529（1922年） → モハ1053 → 鶴見臨港鉄道モハ407（1938年） → モハ319 → 鉄道省モハ319 → 熊本電気鉄道モハ202（1952年） → 廃車（1960年）

#### サハ360形
1942年度に増備された17m級3扉ロングシートの木製付随車で、鉄道省のサハ19形1両（19016）を譲り受けたものである。番号は譲受時にサハ361とされた。元は1918年（大正7年）日本車輌製造製のデハ6310形（16324）で、1926年に付随車化されサハ6410形（16425）となっていたものである。
終戦直後の1945年11月にはモハ312, 313とともに富山港線に転出した後、1952年に糸魚川機関区の救援車に転用されるとともに客車に類別変更され、ナヤ16871（1953年、ナエ17121に改番）となっている。

### 支線用

#### モハ10形
1931年（昭和6年）度に増備された木製二軸車で、屋根はモニター屋根、両端はオープンデッキの直接制御車である。総定員は40人。
元は京浜電気鉄道が1899年（明治32年）1月の開業時に製作した4輪単車で、海岸電気軌道が開業用に9両（1, 2, 6, 7, 9, 11, 13, 14, 18 → 1 - 9）を譲り受けた（新製名義）ものを芝浦製作所が工員輸送用として譲受け、それを鶴見臨港鉄道が無償譲受したものらしい。廃車時期から、1か9のいずれかと思われる。
1937年 - 1939年の間に廃車されたと思われ、国有化の引継ぎ対象にはなっていない。1940年に台車他の走行部は仙台市電に譲渡されて東京市電485の車体と組み合わされ、61（三真工業による新製名義）となった。不要となった車体は、秋保電気鉄道に譲渡され、倉庫として活用された。仙台市電61は、1949年2月に秋保電気鉄道に譲渡されて同社の2代目マハ11（→モハ412）となり、1954年3月まで使用された。秋保電気鉄道の記録によれば、定格出力18.7kWの電動機2個を装備している。

#### モハ20形
1932年度に軌道線用として製作された半鋼製両運転台形ボギー制御電動車で、汽車製造で2両（21、22）が製造された。最大長12,840mm、最大幅2,600mm、最大高4,142mm（車体高3,610mm）で、自重は19.3t、側面窓配置はD12D・正面は非貫通形3枚窓、総定員は70人（座席34人）、制御方式は直接式で芝浦電機製のSE-118F（定格出力54kW）を2個装備していた。ブレーキ装置は軌道線用車両のため直通空気ブレーキ (SM) である。
1937年1月に21が鉄道線用に転用され、軌道線廃止にともなって同年12月に22も鉄道線に移った。その際、軌間を変更（1372mm→1067mm）するとともに、扉部分のステップを撤去し、集電装置をポールからパンタグラフに交換している。
国有化前の1940年と1941年に、当時輸送力増強のために車両を探していた福武電気鉄道に譲渡され、1940年2月に21、1941年5月に22がそれぞれデハ31、32として使用が開始された。入線時にはボギー中心間距離を延長し、軌道線時代からの軸ばね式台車を日車ボールドウィンタイプに交換、自動連結器を装備し、前面方向幕の撤去などの改造を受けている。福井鉄道成立後はモハ31、32とされ、1960年代には台車をブリル (J.G. Brill) 社製の型鍛造によるスイングボルスター式釣り合い梁台車であるブリル27MCB-1、主電動機は廃車になったモハ１形のGE269C（40.03kW）×2に交換されている。
モハ31は1965年3月に踏切事故からの復旧に際して電装解除と非常弁付き直通空気ブレーキ （STE）化され、サハ31となった。福武線で使用する低床ホーム用のステップも撤去され、鯖浦線及び南越線でトレーラーとして使用されたが、南越線と鯖浦線の部分廃止後の1972年10月に廃車となった。モハ32も晩年は南越線で使用されていたが、1971年9月の南越線の部分廃止後、老朽化を理由に1973年3月までに廃車されている。

#### モハ30形
1934年度に軌道線用として製作された半鋼製両運転台形ボギー制御電動車で、汽車製造東京支店で2両（31, 32）が製造された。最大長12,520mm、最大幅2,720mm、最大高4,253mmで、自重は17.2t、側面窓配置はD12D、前面は非貫通形3枚窓、総定員は74人（座席28人）、制御方式は直接式で、東芝製の定格出力48.2kWの電動機を2個装備していた。
1937年12月の軌道線廃止にともない、鉄道線用に転用され、軌間の変更、扉ステップの撤去、集電装置をポールからパンタグラフに交換するなどの改造を受け、1939年に再就役した。この2両は、元軌道線車両としては唯一1943年の国有化時にも在籍し、引継ぎ対象となったが、ほとんど使用されないまま1948年10月に廃車された。1950年に両車は茨城交通に譲渡され、同社茨城線のモハ1, 2となった。入線に際して集電装置は再びポールに戻され、2の台車はブリル27MCB、電動機はウェスティングハウス・エレクトリック社製のWH59KU（59kW）に交換された。1957年4月には、ポールはZパンタに交換されている。その後の1965年6月、直通運転を行なっていた水浜線の一部廃止にともなう茨城線の電気運転廃止により、両車とも廃車となった。

#### モハ50形

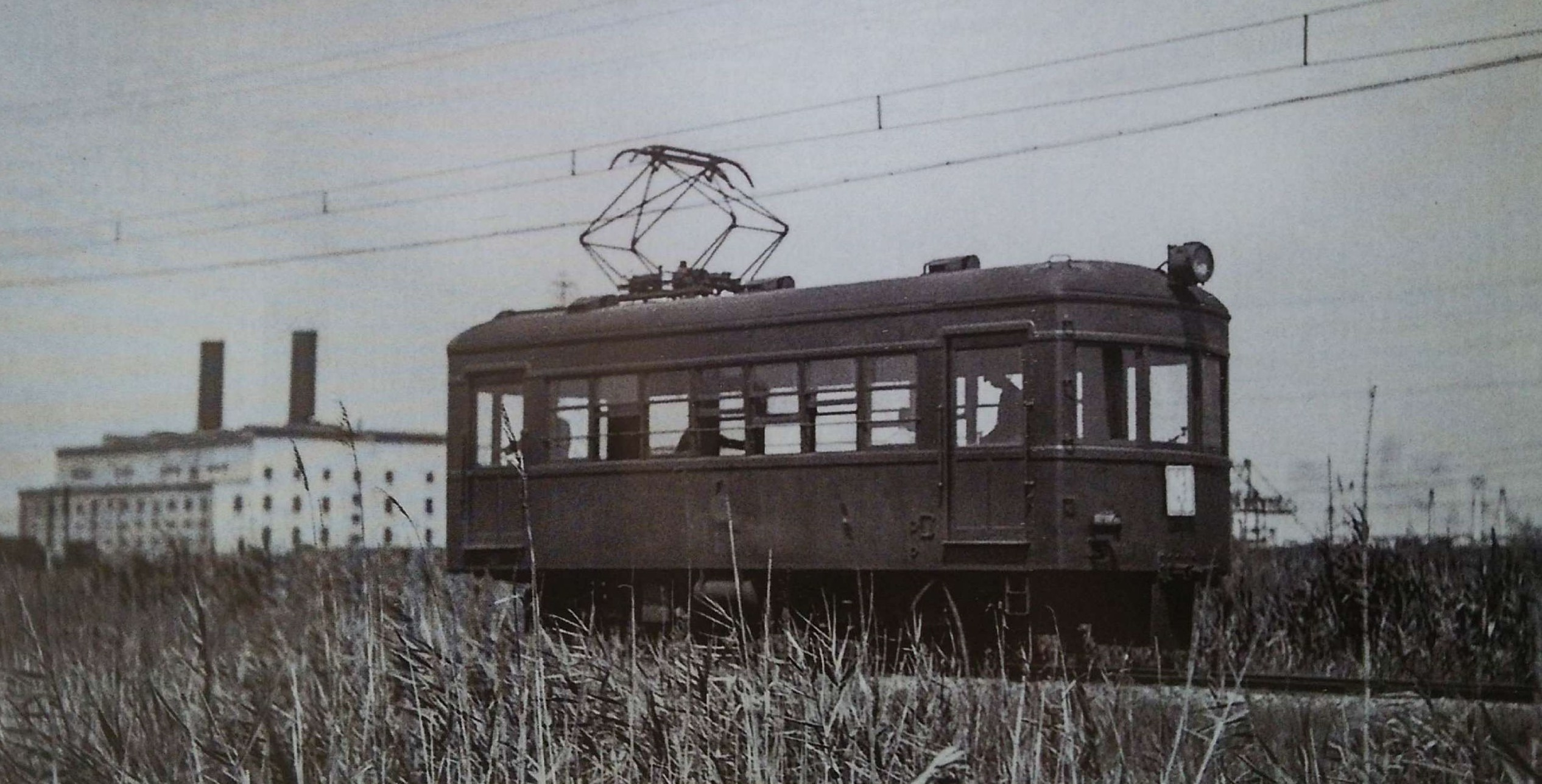
モハ51号（1939年撮影）

1931年度に鉄道線用として製作された半鋼製両運転台形二軸制御電動車で、1932年、汽車製造東京支店で2両（51, 52）が製造された。最大長9,500mm、最大幅2,640mm、車体高3,750mm（三岐鉄道の諸元による）で、側面窓配置はD7D、前面は丸みの付いた非貫通形3枚窓である。総定員は50人（座席24人）。モハ20形と同様に1939年までに使用が停止され、1941年5月に三岐鉄道に移って客車化されたため、国有化時の引継ぎ車には含まれていない。譲渡後の形式番号はハフ1形（1, 2）で、1949年にハフ11形（11, 12）に改番された。当初は電車用のブリル台車を履いていたが、三岐鉄道入線時に廃棄され一般的な板バネを用いた方式に改造された。両車は1957年12月に北恵那鉄道に譲渡され、同社のハフ11, ハフ12となったが、1966年12月に両車とも廃車された。